# جورج أ. بلير
جورج أ. بلير (بالإنجليزية: George A. Blair)‏ هو متزلج مائي ‏ أمريكي، ولد في 22 يناير 1915 في توليدو في الولايات المتحدة، وتوفي في 17 أكتوبر 2013 في نيويورك في الولايات المتحدة.